# آ. والتون لیتز
آ. والتون لیتز (انگلیسی: A. Walton Litz; ۳۱ اکتبر ۱۹۲۹ – ۴ ژوئن ۲۰۱۴) تاریخ‌نگار، منتقد ادبی، و روزنامه‌نگار اهل ایالات متحده آمریکا بود.
وی همچنین برندهٔ جوایزی همچون کمک‌هزینه گوگنهایم و بورسیه رودز شده‌است.